# Еритропоез

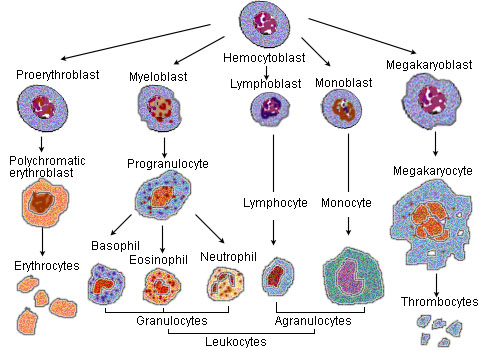
Гемопоез

Еритропоез (від давньогрецького ἐρυθρός (червоний) та ποίησις (утворення)) — процес вироблення еритроцитів, який відбувається у червоному кістковому мозку черепа, ребер, хребта, а у дітей в епіфізах трубчастих кісток, у період після народження. Утворення еритроцитів відбувається постійно, число нових клітин у здорової дорослої людини приблизно 2,5 мільйони за секунду. Швидкість еритропоезу регулюється гормоном еритропоетином, кількість якого залежить від умов навколишнього середовища, зокрема вмісту кисню в повітрі, а також від фізіологічного стану організму.
Повний процес диференціації від проеритробласту до еритроциту в нормі триває 3-5 днів.

## Диференціація стовбурових клітин
Поліпотентна стовбурова клітина крові, або гемоцитобласт, поділяється з утворенням клітини-попередниці мієлопоезу, яка у разі еритропоезу дає клітину-родоначальницю мієлопоезу, яка вже дає уніпотентну клітину, чутливу до еритропоетину.
Колонієтвірна одиниця еритропоезу, або проеритробласт дає початок еритробластам, які через утворення пронормобластів вже дають морфологічно помітні клітини-нащадки нормобласти (послідовно перехідні стадії):
- еритробласт
- пронормоцит
- базофільний нормобласт
- поліхроматофільний нормобласт
- оксифільний нормобласт
- ретикулоцит
- еритроцит (нормоцит)

## Етапи еритропоезу
Поділ еритробластів та їх диференціація у ссавців та людини відбуваються у червоному кістковому мозку. Лише ретикулоцит — клітина, яка втратила ядро, але зберегла мережу ендоплазматичної сітки (ретикулуму) — виходить у кров'яне русло. Ретикулоцити поступово втрачають залишки ретикулуму і перетворюються на зрілий еритроцит.
Еритроцити амфібій та рептилій зберігають ядро весь час існування.

## Регуляція еритропоезу
Проеритлобласт має на поверхні рецептори до еритропоетину. Цей пептидний гормон синтезується у нирках та печінці. Під його дією проеритробласт диференціюється в еритробласт. Якщо ж гормону недостатньо і рецептор тривалий час залишається неактивованим, проеритробласт гине апоптозом.

## Див.також
- Лейкопоез
- Тромбопоез